# Janusz Cichowski
Janusz Cichowski (ur. 9 września 1987) – polski judoka.
Były zawodnik SGKS Wybrzeże Gdańsk (2002-2012). Brązowy medalista zawodów pucharu Europy juniorów (Tallin 2005). Brązowy medalista mistrzostw Polski seniorów 2010 w kategorii powyżej 100 kg. Ponadto m.in. dwukrotny młodzieżowy mistrz Polski (2007, 2008) i dwukrotny mistrz Polski juniorów (2005, 2006). Uczestnik młodzieżowych mistrzostw Europy (2007) i mistrzostw Europy juniorów (2006 - 5 miejsce).